# Hermann von Bechtold

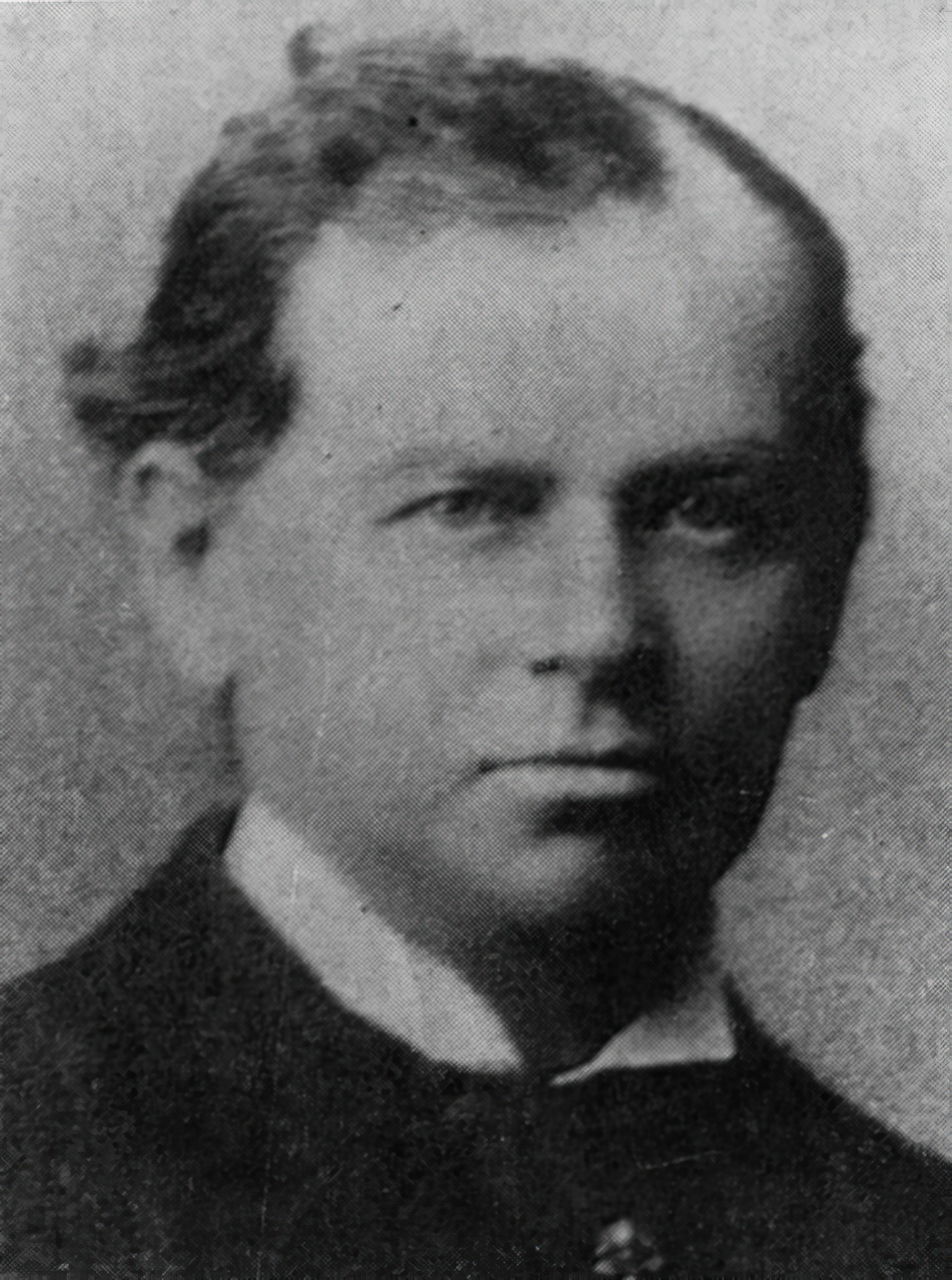
Hermann von Bechtold

Hermann Georg Friedrich Karl Theodor von Bechtold (* 6. März 1836 in Bessungen; † 6. Juli 1902 in Gießen) war ein deutscher Verwaltungsjurist, zuletzt Direktor der Provinz Oberhessen des Großherzogtums Hessen und Kreisrat des Kreises Gießen.

## Familie
Hermann von Bechtold war der Sohn des großherzoglich hessischen Innenministers Friedrich Georg von Bechtold (1800–1872) und dessen Frau Charlotte Harriet (1799–1865), geborene Engelbach. Die Familie war evangelisch.
Hermann von Bechtold heiratete am 2. Mai 1865 in Darmstadt Christiane Wilhelmine Emmerling (* 15. November 1839 in Darmstadt; † 15. Februar 1898 in Auerbach). Sie war die Tochter des Advokaten am Hofgericht Darmstadt Martin Emmerling und dessen Frau Sophie, geborene Schleiermacher. Aus der Ehe gingen hervor:
- Friedrich Martin Andreas Hermann, Kreisrat des Kreises Offenbach,
- Julie Karoline Anna Sophie, die den Kreisrat des Kreises Alzey, Karl Draudt, heiratete und
- Hermann Maurice Adolf August, Richter am Amtsgericht Oppenheim.[1]

## Karriere
Hermann von Bechtold besuchte das Gymnasium in Darmstadt. Mit 17 Jahren rettete er 1853 einem Menschen das Leben, wofür ihm Großherzog Ludwig III. das Ehrenzeichen „Für Rettung von Menschenleben“ verlieh. Er studierte ab Wintersemester 1854/55 Rechtswissenschaft an der Universität Gießen und an der Universität Heidelberg. In Gießen war er Mitglied des Corps Teutonia, in Heidelberg des Corps Rhenania.
Sein Berufseinstieg erfolgte 1863 als Akzessist. 1866 wurde er Sekretär im Ministerium des Innern der Regierung des Großherzogtums Hessen. 1882 wurde Bechtold Regierungsrat. 1884 wechselte er zur Verwaltung der Provinz Oberhessen nach Gießen. 1886 wurde er zum Kreisrat des Kreises Erbach ernannt, 1888 zum Kreisrat in Bensheim. 1894 wechselte er als Ministerialrat wieder in das Ministerium des Innern nach Darmstadt. 1898 wurde er Kreisrat des Kreises Gießen, eine Stelle die in Personalunion mit der des Direktors der Provinz Oberhessen verbunden war. In beiden Ämtern folgte er  Maximilian von Gagern nach. Diese Ämter übte er bis zu seinem Tod 1902 aus. Nachfolger in beiden Ämtern wurde Andreas Breidert.

## Weitere Engagements
- Mitglied der Prüfungskommission für das Justiz- und Verwaltungsfach

## Ehrungen
- 1853: Allgemeines Ehrenzeichens für die Rettung von Menschenleben
- 1887: Ritterkreuz I. Klasse des Verdienstordens Philipps des Großmütigen
- 1896: Komturkreuz II. Klasse des Verdienstordens Philipps des Großmütigen
- 1899: Geheimer Rat[1]